# Полуторка (памятник)
«Полу́торка» — мемориал, посвященный блокаде Ленинграда. Другие названия — памятник полуторке, мемориал «Полуторка». Также его называют «Памятник машине-солдату».
Мемориал располагается на Румболовской горе, на десятом километре Дороги Жизни в черте города Всеволожска Ленинградской области. Был открыт 27 января 2012 года.
Не следует путать с установленным в деревне Кобона одноимённым памятником, где в качестве экспоната использован настоящий автомобиль, восстановленный реставраторами.
«Полуторка» — автомобиль ГАЗ-АА, производившийся Горьковским автозаводом и активно использовавшийся для доставки продовольствия в блокадный Ленинград, а также для вывоза людей оттуда. Свое разговорное название «полуторка» автомобиль получил за то, что имел грузоподъёмность в полторы тонны (1500 килограммов). К 1941 году ГАЗ-АА являлся самым массовым автомобилем РККА.
Автомобиль стал активно использоваться в условиях военного времени и блокады благодаря тому, что в силу своих технических особенностей мог работать на низкосортных видах топлива, включая лигроин и керосин.
Автомобиль имел широкую популярность ещё до Второй мировой войны, а в послевоенный период в СССР в 1974 году была выпущена почтовая марка с изображением «полуторки».

## История разработки и открытия памятника
Памятник был разработан скульптором Сергеем Исаковым, а финансирование работ по его производству и установке взял на себя благотворительный фонд «Древо жизни». Автор монумента родился в Ростове-на-Дону и работал над многими памятниками патриотической и религиозной направленности. Является автором целого ряда памятников по всей России, а также в других странах (Белоруссия, Израиль и др.).
Памятник выполнен из бронзы и является точной полноразмерной копией автомобиля ГАЗ-АА. Для воссоздания копийной точности монумента небольшие детали автомобиля отливались отдельно и собирались уже перед установкой памятника.
Церемония открытия памятника сопровождалась выступлением духового оркестра и трансляцией блокадных записей выступления Ольги Берггольц.
Памятник был установлен в непосредственной близости от стоящего на Румболовской горе храма Спаса Нерукотворного Образа, настоятель храма одобрил такое расположение.
На памятнике имеется надпись «Памяти машины-солдата», а рядом с ним располагается памятный километровый столб «Дорога Жизни. 10 километр».